# Nicolás Romero
Nicolás Romero är en kommun i Mexiko. Den ligger i delstaten Mexiko, i den centrala delen av landet, cirka 25 kilometer nordväst huvudstaden Mexico City. Huvudorten i kommunen är Ciudad Nicolás Romero. Kommunen ingår i Mexico Citys storstadsområde och hade 366 602 invånare vid folkmätningen 2010.